# Bad (bài hát của Michael Jackson)
"Bad" là một bài hát của nghệ sĩ thu âm người Mỹ Michael Jackson nằm trong album phòng thu thứ bảy cùng tên của ông (1987). Nó được phát hành như là đĩa đơn thứ hai trích từ album vào ngày 7 tháng 9 năm 1987 bởi Epic Records. Bài hát được viết lời bởi Jackson, và nam ca sĩ cũng tham gia hỗ trợ sản xuất nó với Quincy Jones, cộng tác viên quen thuộc xuyên suốt sự nghiệp của ông. Ban đầu, "Bad" được dự định là một bản song ca giữa Jackson và Prince, nhưng kế hoạch đã không thể diễn ra sau khi Prince từ chối nó và cho rằng bài hát sẽ thành công dù ông không tham gia. Được lấy cảm hứng từ một câu chuyện đời thực Jackson đã đọc về một chàng trai trẻ cố gắng thoát nghèo bằng cách học trường tư nhưng cuối cùng lại bị giết khi trở về nhà bởi những người bạn cũ, đây là một bản R&B kết hợp với những yếu tố từ dance-pop và funk mang nội dung đề cập đến một chàng trai khẳng định rằng mình tồi tệ nhưng không theo hướng tiêu cực, thay vào đó thể hiện theo chiều hướng điềm tĩnh.
Sau khi phát hành, "Bad" nhận được những phản ứng tích cực từ các nhà phê bình âm nhạc, trong đó họ đánh giá cao giai điệu bắt tai, chất giọng của Jackson cũng như quá trình sản xuất nó, đồng thời nhấn mạnh việc bài hát đã giúp hình ảnh của Jackson trở nên gai góc hơn. Ngoài ra, nó còn gặt hái nhiều giải thưởng và đề cử tại những lễ trao giải lớn, bao gồm chiến thắng tại giải thưởng Âm nhạc Mỹ năm 1988 cho Đĩa đơn Soul/R&B được yêu thích nhất. "Bad" cũng tiếp nhận những thành công vượt trội về mặt thương mại, đứng đầu các bảng xếp hạng ở Bỉ, Đan Mạch, Ireland, Ý, Hà Lan và Tây Ban Nha, đồng thời lọt vào top 10 ở tất cả những quốc gia nó xuất hiện, bao gồm vươn đến top 5 ở những thị trường lớn như Úc, Canada, Pháp, New Zealand, Thụy Điển, Thụy Sĩ và Vương quốc Anh. Tại Hoa Kỳ, nó đạt vị trí số một trên bảng xếp hạng Billboard Hot 100 trong hai tuần liên tiếp, trở thành đĩa đơn quán quân thứ hai liên tiếp từ Bad và thứ tám của Jackson tại đây.
Video ca nhạc cho "Bad" là một bộ phim ngắn dài 18 phút được đạo diễn bởi Martin Scorsese và lấy cảm hứng một phần từ bộ phim năm 1961 West Side Story, trong đó bao gồm những cảnh Jackson và một nhóm xã hội đen dưới hình tượng một băng đảng đường phố cùng nhau nhảy múa trong ga tàu điện ngầm. Nó đã nhận được một đề cử tại giải Video âm nhạc của MTV năm 1988 ở hạng mục Video có vũ đạo xuất sắc nhất. Jackson đã trình diễn nó trong hai chuyến lưu diễn của ông Bad World Tour (1987-89) và Dangerous World Tour (1992-93), đồng thời một màn trình diễn của bài hát ở London thuộc Bad World Tour đã được phát tại giải Video âm nhạc của MTV năm 1988. Kể từ khi phát hành, "Bad" đã được hát lại và sử dụng làm nhạc mẫu bởi nhiều nghệ sĩ, như Sammy Davis Jr., "Weird Al" Yankovic, Billie Eilish và dàn diễn viên của Glee, cũng như xuất hiện trong nhiều album tuyển tập của nam ca sĩ, bao gồm Number Ones (2003), The Ultimate Collection (2004) và The Essential Michael Jackson (2005).

## Danh sách bài hát
| Đĩa 7" tại châu Âu và Hoa Kỳ 1. "Bad" - 4:06 2. "I Can't Help It" – 4:28 Đĩa 12" tại châu Âu và Hoa Kỳ 1. "Bad" (Dance phối mở rộng, bao gồm "False Fade") – 8:24 2. "Bad" (7" phối) – 4:06 3. "Bad" (Dance phối lại radio chỉnh sửa) – 4:54 4. "Bad" (bản dub) – 4.05 5. "Bad" (A Cappella) – 3:49 | - Đĩa 7" tại Anh quốc 1. "Bad" (7" phối) – 4:06 2. "Bad" (Dance phối lại radio chỉnh sửa) – 4:54 - Đĩa 12" tại Anh quốc 1. "Bad" – 4:06 2. "Bad" (Dance phối mở rộng, bao gồm "False Fade") – 8:24 3. "Bad" (bản dub) – 4.05 4. "Bad" (A Cappella) – 3:49 |

## Xếp hạng
| Bảng xếp hạng (1987-88)                  | Vị trí cao nhất |
| ---------------------------------------- | --------------- |
| Úc (Kent Music Report)                   | 4               |
| Áo (Ö3 Austria Top 40)                   | 9               |
| Bỉ (Ultratop 50 Flanders)                | 1               |
| Canada (RPM)                             | 5               |
| Canada Adult Contemporary (RPM)          | 5               |
| Đan Mạch (IFPI)                          | 1               |
| Châu Âu (European Hot 100 Singles)       | 1               |
| Phần Lan (Suomen virallinen lista)       | 3               |
| Pháp (SNEP)                              | 4               |
| Đức (Official German Charts)             | 4               |
| Ireland (IRMA)                           | 1               |
| Ý (FIMI)                                 | 1               |
| Hà Lan (Dutch Top 40)                    | 1               |
| Hà Lan (Single Top 100)                  | 1               |
| New Zealand (Recorded Music NZ)          | 2               |
| Na Uy (VG-lista)                         | 2               |
| Ba Lan (LP3)                             | 3               |
| Bồ Đào Nha (IFPI)                        | 2               |
| Nam Phi (Springbok Radio)                | 5               |
| Tây Ban Nha (AFYVE)                      | 1               |
| Thụy Điển (Sverigetopplistan)            | 4               |
| Thụy Sĩ (Schweizer Hitparade)            | 3               |
| Anh Quốc (OCC)                           | 3               |
| Hoa Kỳ Billboard Hot 100                 | 1               |
| Hoa Kỳ Adult Contemporary (Billboard)    | 33              |
| Hoa Kỳ Dance Club Songs (Billboard)      | 1               |
| Hoa Kỳ Hot R&B/Hip-Hop Songs (Billboard) | 1               |

| Bảng xếp hạng (1987)                 | Vị trí |
| ------------------------------------ | ------ |
| Australia (Kent Music Report)        | 22     |
| Belgium (Ultratop 50 Flanders)       | 24     |
| Canada (RPM)                         | 54     |
| Europe (European Hot 100 Singles)    | 22     |
| France (SNEP)                        | 48     |
| Germany (Official German Charts)     | 75     |
| Italy (FIMI)                         | 5      |
| Netherlands (Dutch Top 40)           | 37     |
| Netherlands (Single Top 100)         | 14     |
| UK Singles (Official Charts Company) | 57     |
| US Billboard Hot 100                 | 59     |
| US Hot R&B/Hip-Hop Songs (Billboard) | 46     |

## Chứng nhận và doanh số
| Quốc gia | Chứng nhận  | Số đơn vị/doanh số chứng nhận |
| --- | ----------- | ----------------------------- |
| Úc (ARIA) | Bạch kim    | 70.000^                       |
| Canada (Music Canada) | 2× Bạch kim | 160.000‡                      |
| Pháp (SNEP) | Bạc         | 250.000*                      |
| Nhật Bản (RIAJ) Nhạc chuông trọn bài hát | Vàng        | 100.000*                      |
| Anh Quốc (BPI) | Bạch kim    | 491,000                       |
| Hoa Kỳ (RIAA) | Bạch kim    | 1.000.000‡                    |
| * Chứng nhận dựa theo doanh số tiêu thụ. ^ Chứng nhận dựa theo doanh số nhập hàng. ‡ Chứng nhận dựa theo doanh số tiêu thụ và phát trực tuyến. |             |                               |